# Анри, Флоранс
Флоранс Анри (фр. Florence Henri; 28 июня 1893, Нью-Йорк — 24 июля 1982, Компьень) — швейцарский фотограф.

## Биография
Отец — француз, мать — немка, родилась в США. Родители разошлись, когда дочери было 15 лет. Она училась музыке у Бузони, думала стать пианисткой. В 1906 году Анри и её отец обосновались на острове Уайт в Англии, где её отец умер в 1908 году. После Первой мировой войны обратилась к изобразительному искусству. В Берлине училась в 1921 у Курта Швиттерса, в Париже в 1924 у Андре Лота и Фернана Леже. В 1927 присоединилась к Баухаусу, её наставником в фотографии стал Ласло Мохой-Надь. Вернувшись в Париж в 1929 году, открыла собственное фотоателье. Сблизилась с Маном Рэем, Жерменой Круль, Андре Кертесом. Находясь в Париже Флоренс стала специализироваться на портретах. В качестве моделей были задействованы люди из художественных и интеллектуальных кругов. Её работы были представлены на знаменитой штутгартской выставке «Фильм и фотография» (FiFo, 1929). После Второй мировой войны занималась по преимуществу живописью.

## Творчество
Синтезировала поиски Баухауса, дадаизма и сюрреализма. Её излюбленный мотив — зеркало («Автопортрет», 1928). Оставила фотопортреты Леже, Кандинского, Робера Делоне.

## Наследие
Вторым открытием Флоранс Анри стала её персональная выставка 1974 году в Кёльне.